# Hellé Nice
Hellé Nice, pseudonimo di Mariette Hélène Delangle (Aunay-sous-Auneau, 15 dicembre 1900 – Nizza, 1º ottobre 1984), è stata una pilota automobilistica e modella francese, attiva nella Formula Grand Prix degli anni 30.

## Biografia

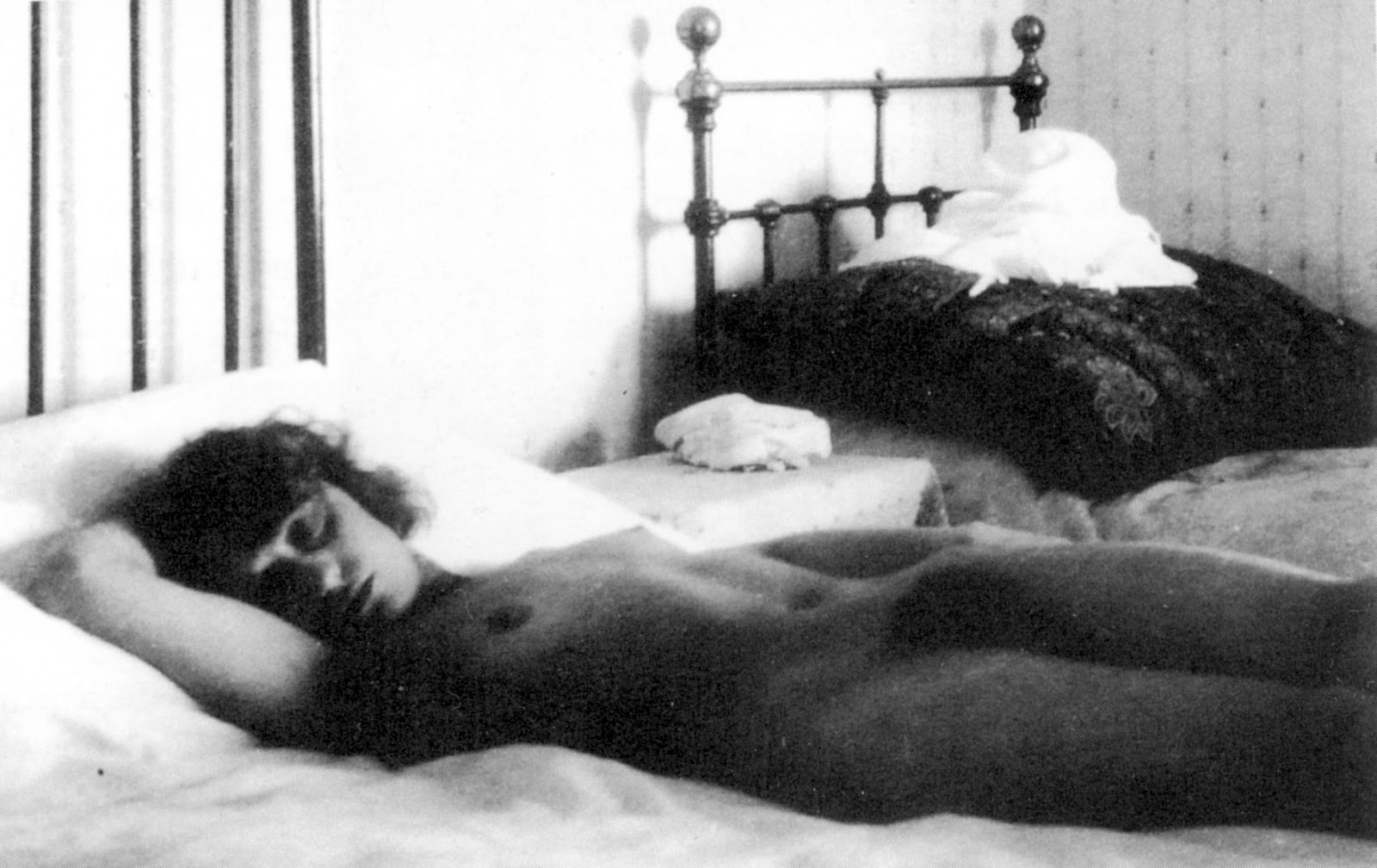
Un nudo di Hellé Nice, 1920.

Di umili origini, all'età di 16 anni si trasferì a Parigi per intraprendere una carriera come modella di nudo per Rene Carriere, il quale la spinse a diventare ballerina assumendo lo pseudonimo Hélène Nice. Fece la ballerina fino al 1929, quando un incidente sugli sci ne causo la fine della carriera.
Ebbe numerosi amanti tra cui Philippe de Rothschild, Jean Bugatti e Gérard de Courcelles, che la introdusse al mondo dell'automobilismo. Dopo alcuni successi nelle corse femminili, nel 1931 de Rothschild la presentò a Ettore Bugatti che le concesse di pilotare una Bugatti Tipo 35C nei Gran Premi francesi, vantando Esso e Lucky Strike come sponsor.
Nel 1949 fu accusata – ingiustamente – da Louis Chiron di aver collaborato con la Gestapo durante la seconda guerra mondiale. Questa accusa infamante causò il declino della Nice e la portò a passare gli ultimi anni di vita in estrema povertà, in un appartamento alla periferia di Nizza.
Allontanatasi dalla sua famiglia per anni, morì sola e completamente dimenticata dalla folla ricca e affascinante coinvolta nelle corse automobilistiche dei Gran Premi. La sua cremazione è stata pagata da una organizzazione di beneficenza parigina che l'aveva aiutata; le ceneri furono rispedite a sua sorella nel villaggio di Sainte-Mesme, vicino alla sua città natale, dove furono sepolti i suoi genitori.
Non è menzionata nel memoriale del cimitero di famiglia. Solo nel 2008 una targa commemorativa venne eretta sulla sua tomba precedentemente non contrassegnata, grazie all'interessamento di una fondazione che porta il suo nome.